# Czemerysy Barskie
Czemerysy Barskie (ukr. Чемериси-Барські) – wieś na Ukrainie, w obwodzie winnickim, w rejonie żmeryńskim, naprzeciw Baru.

## Historia
W 1600 król wydał przywilej, zezwalający zaludnienie wsi Czeremysy (łac. Czeremissa), które przez kilku lat wcześniej rozpoczął Stanisław Golski. Niestety, fundacja nie została udaną.